# Izan (nombre)
Izan, que corresponde a la variante fonética española de Ethan (de significado Fuerte, Firme, Estable), es un nombre de varón cuyo origen aún hoy está muy discutido. En España, el nombre apareció prácticamente a finales del siglo XX y, según varios medios de dicho país, es muy reciente y está cobrando popularidad. En 2015, fue el decimoséptimo nombre más popular en España y es el nombre masculino número 106 más utilizado.
El origen del nombre es controvertido: probablemente se trate de una adaptación gráfica al español de Ethan, nombre de origen hebreo, “Êthän”, que significaría "fuerte", "perpetuo", "constante" o "permanente",  muy común en Gran Bretaña y otros países de habla inglesa.  La forma castellana tradicional de Ethan es Etán. Otra posibilidad es que esté relacionado con la palabra en euskera izan, que significa "ser", aunque no está reconocido como nombre por la Euskaltzaindia (Academia de la Lengua Vasca). Hay una referencia documentada del nombre "Izani", muy similar al de "Izan", registrado en un libro del monasterio de Valpuesta que data del año 950 como nombre del hijo único de Anderazu.
Cabe destacar también que el nombre Izan, pero acentuado en la "a", es decir Izán, es parte del nombre del pueblo Gumiel de Izán, situado en el sur de la provincia de Burgos. No está claro el origen del nombre Izán, algunos estudios le encuentran un posible origen godo y otros árabe. Durante mucho tiempo se escribió también con H, es decir, "Hizán", hasta que se adoptó como válido solo "Izán", sin h, de forma definitiva. 

Su santoral no viene recogido por el santoral católico castellano, aunque sí está recogido el nombre de Ethan, en el santoral francés y británico como el día 7 de marzo junto la festividad de nombres con el mismo origen como Nathan, Nathaniel y Firmín (Fermín en castellano), los cuales tiene todos el mismo significado de Firme,